# 明原堂

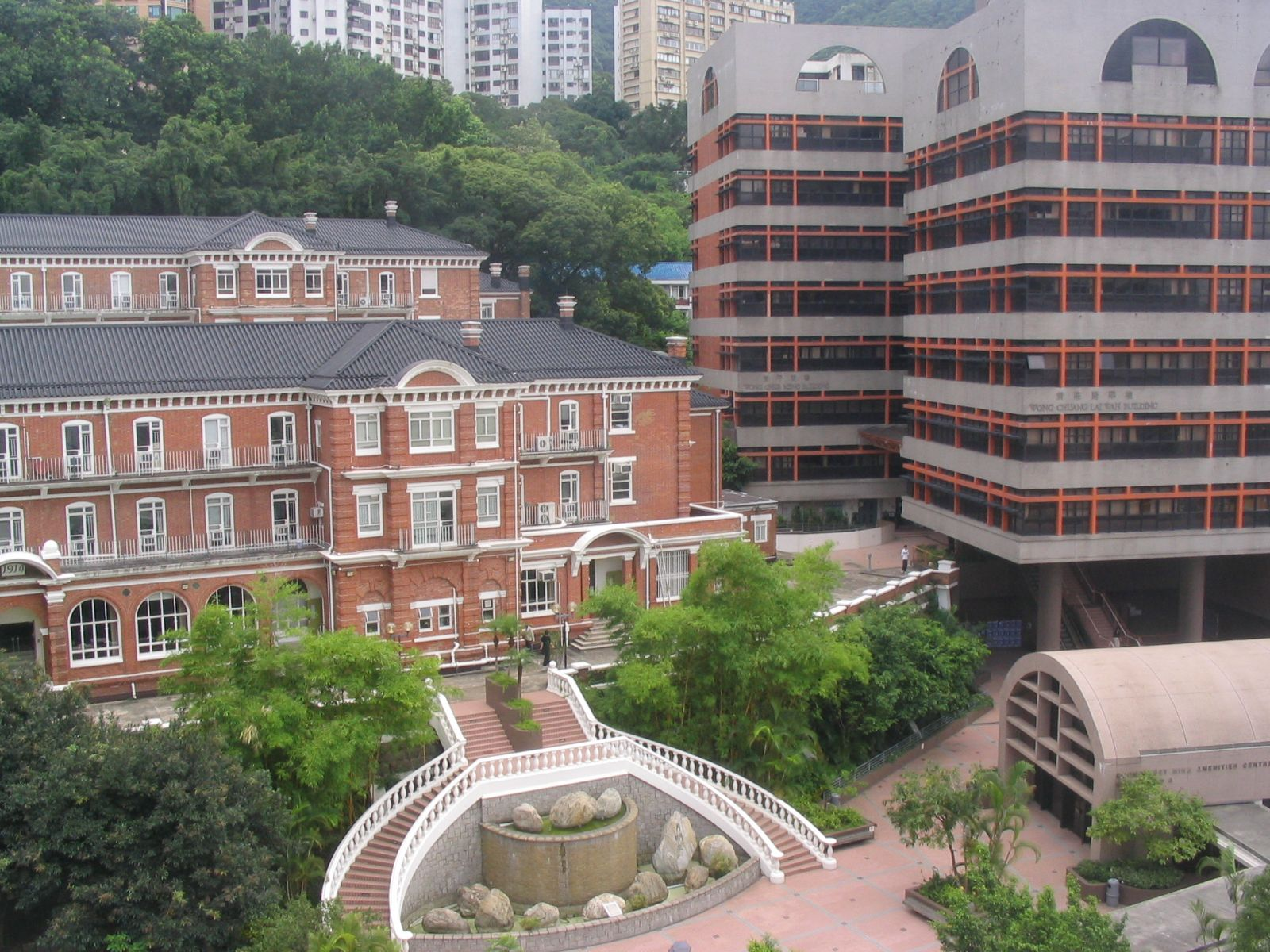
明原堂現存的梅堂及儀禮堂

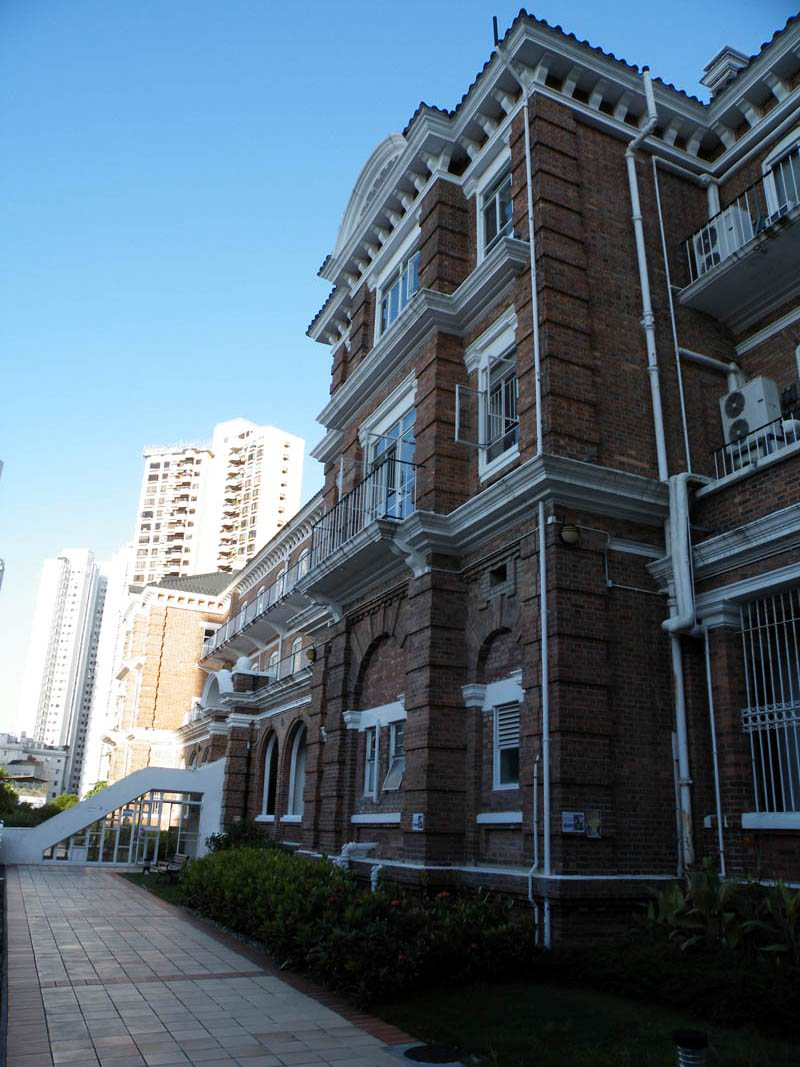
梅堂

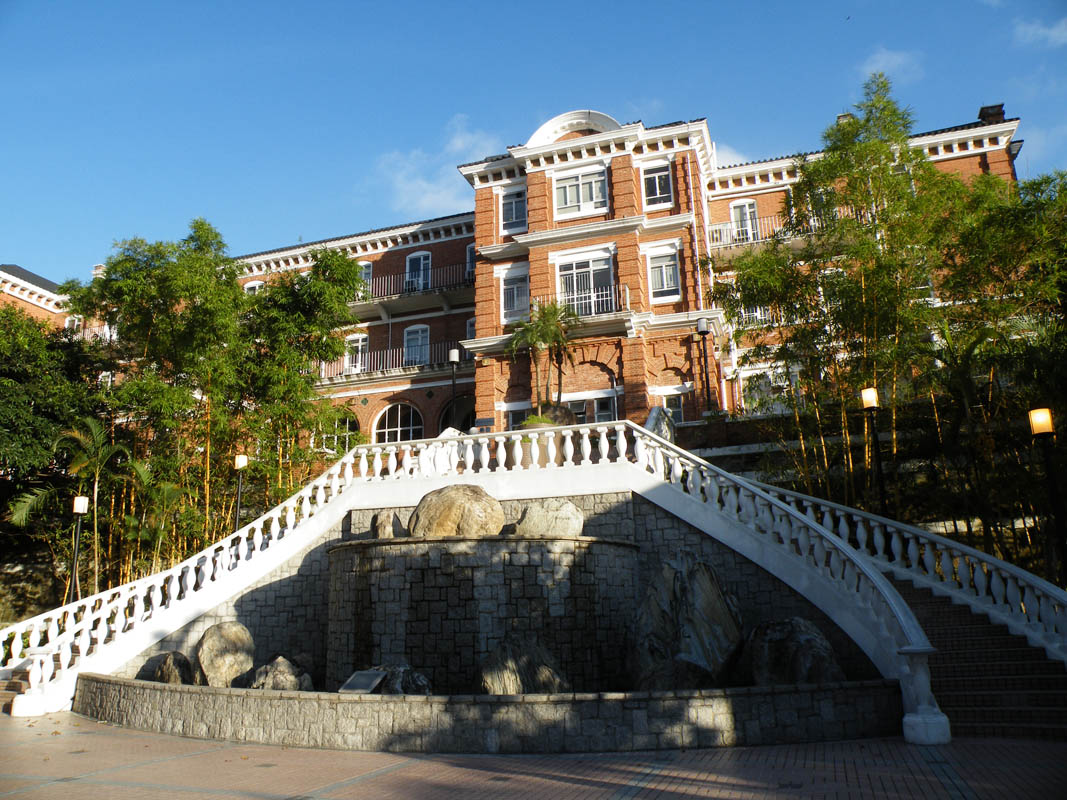
月明泉

明原堂位於香港大學內，是香港的歷史建築物，屬愛德華式建築風格，本來有三幢，作為宿舍。於1969年，此三幢樓，盧吉翼、梅翼及儀禮翼宿舍，合併名為「明原堂」。現存只餘兩幢建築物，改稱「梅堂」及「儀禮堂」，用作「香港大學新聞及傳媒研究中心」、通識教育及寫字樓等。此宿舍門前，設有「月明泉」噴水池，是由李嘉誠為紀念其夫人莊月明而捐款設立。 
小說家張愛玲寄宿港大時，曾生活於此。日治時期被日軍佔用。台灣作家龍應台也曾居於此。

## 歷史
「明原堂」（The Old Halls）由「盧吉堂」（Lugard Hall）、「儀禮堂」（Eliot Hall）及「梅堂」（May Hall）組成。「盧吉堂」是首間直屬香港大學的學生宿舍，於1913年建成，原名「大學堂」（University Hall）。「儀禮堂」和「梅堂」先後於1914年及1915年相繼落成。1966年「儀禮堂」和「梅堂」遭到豪雨破壞，維修完成後，三間宿舍合併為「明原堂」。1992年「盧吉堂」拆卸，「儀禮堂」繼續用為學生宿舍，「梅堂」於2000年9月改為大學辦公室。儀禮堂和梅堂已被古物古蹟辦事處列為一級歷史建築。

## 相關
- 紅磚牆

## 鄰近
- 莊月明文娛中心
- 明華綜合大樓

## 外部連結
- 香港大學的建築 （页面存档备份，存于）